# Guicciardini-Decken

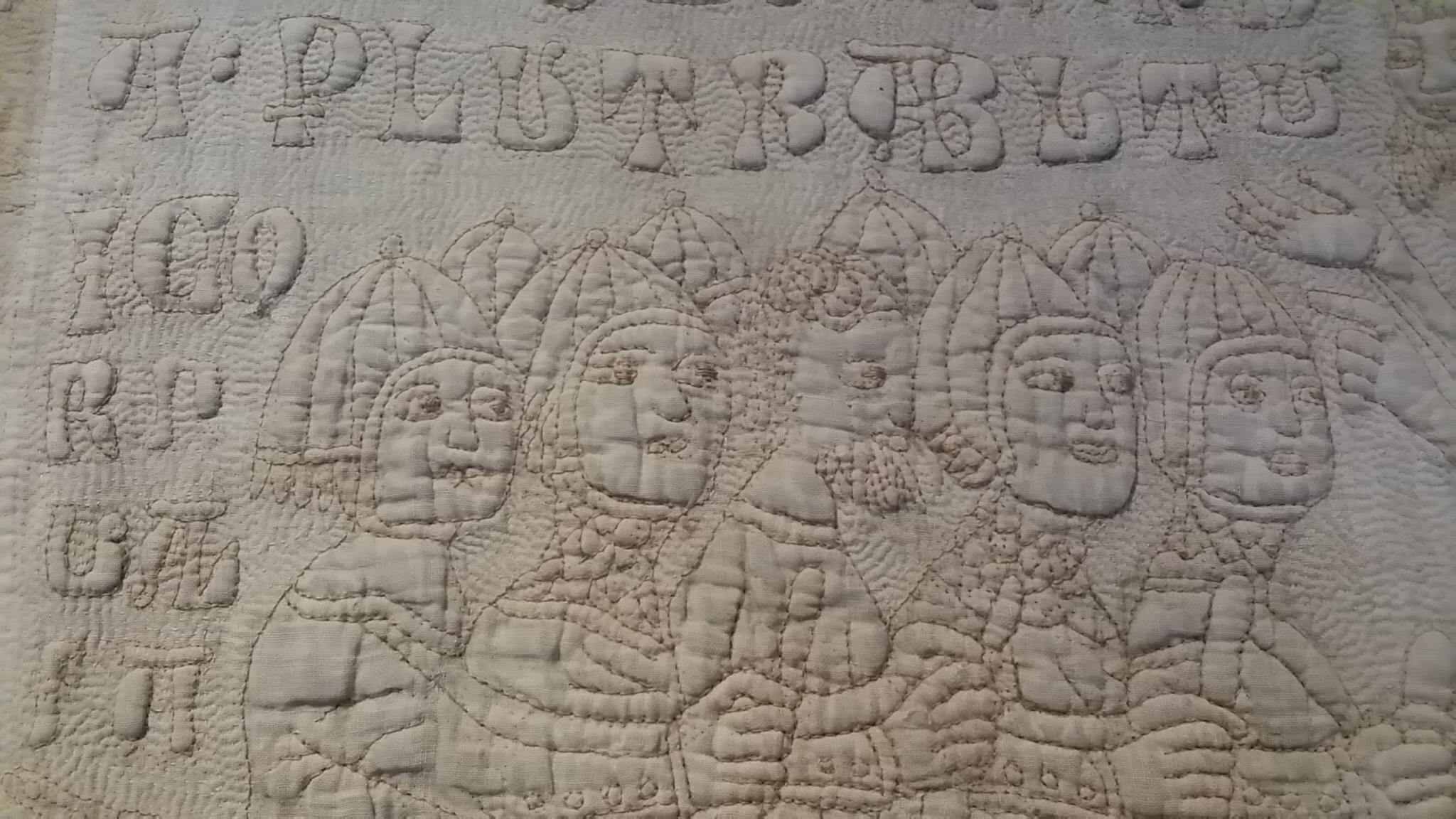
Detail des Tristan-Quilts im Victoria and Albert Museum

Als Guicciardini-Decken, in der englischsprachigen Literatur auch Guicciardini-Quilts, werden zwei Decken aus dem späten 14. Jahrhundert bezeichnet, die durch Stepparbeiten und Stickereien verziert sind. Guicciardini ist der Name einer italienischen Familie, deren Wappen auf den Stoffen abgebildet ist. Die Decken sind mit Bildern und Texten zur Tristan-Legende gestaltet. Umstritten ist bis heute, ob die zwei Textilien ehedem Teile eines großen Stücks waren. Zusammen mit einem dritten Stickwerk bilden die Guicciardini-Decken die frühesten erhaltenen Beispiele von dekorativen Steppdecken in Europa. Das nächstjüngere Stück ist bereits einhundert Jahre jünger. Diese Werke der Textilkunst sind die einzigen zeitgenössischen Dekorationsstücke, die diese Episode der Tristan-Legende so detailliert grafisch darstellen. Sie gelten als ein erfolgreiches Beispiel dafür, dreidimensionale Oberflächen mit erkennbaren Mustern herzustellen.

## Frühe Forschung
Eine der Guicciardini-Decken ist seit Herbst 2022 im zum Museo nazionale del Bargello gehörenden Palazzo Davanzati in Florenz ausgestellt, die andere befindet sich im Victoria and Albert Museum in London, dort bekannt als Tristan-Quilt. In der vornehmlich englischsprachigen Fachliteratur werden die Stücke als Quilts (englisch für Steppdecke) und nach den Museen benannt: Bargello-Quilt und V&A-Quilt. In Italien wird die Bargello-Decke als Coperta Guicciardini (Guicciardini-Decke) oder als Coperta di “Usella” (Usella-Decke) nach dem Fundort in der Villa Usella benannt. Es ist eine dritte Decke bekannt, die mutmaßlich aus derselben Manufaktur stammt und ebenfalls mit einer Abbildung von Tristan verziert ist.
Beide Guicciardini-Decken sind sich in Technik, Material und Design sehr ähnlich. Ein wissenschaftlicher Diskussionspunkt ist, ob die Stücke als Paar angefertigt wurden, oder ob es zwei Teile einer einzigen großen Arbeit sind.
Eine größere Abhandlung zu beiden Decken veröffentlichte Pio Rajna, Professor für italienische Literatur, bereits 1913. Rajna erachtete den V&A-Quilt als vollständig. Er vertrat weiterhin die Meinung, beide Stücke bilden ein Paar. Diese Ansicht übernahm 1938 Roger Sherman Loomis in seinem Buch Arthurian Legens in Medival Art. Seine Schrift war verbreiteter und bildete die Grundlage für spätere Autoren. Sowohl Rajna als auch Loomis waren Literaturhistoriker – sie interessierte vor allem die Legende von Tristan, die auf den Stoffen dargestellt ist. Beide konnten nur eine Decke im Original sehen (Rajna den Bargello-Quilt, Loomis den V&A-Quilt), die jeweils andere erarbeiteten sie sich anhand von Fotos und Beschreibungen.

## Herkunft
Beide Decken werden derselben süditalienischen oder konkret sizilianischen Werkstatt zugeschrieben. Aufgrund einer Bezeichnung in einem florentinischen Inventar von 1386 behaupten viele Historiker, dass die Werkstatt der Decken auf Sizilien lag. Doch bezog sich der Terminus „Sizilien“ im 14. Jh. nicht auf die Insel, sondern auf ein Gebiet auf dem Festland mit dem Titel „Königreich Sizilien“, was heute meist als „Königreich Neapel“ bezeichnet wird. Die Weiterverfolgung ist schwer zu recherchieren, weil Archivalien aus dem Königreich Neapel von deutschen Soldaten 1945 verbrannt wurden. Inventarlisten ist auf jeden Fall zu entnehmen, dass textile Ausstattungsobjekte damals hochgeschätzt wurden und kostspielige, weiße Stepparbeiten seinerzeit oftmals Teil von Mitgiften waren. Es ist belegt, dass im Königreich Neapel dekorativ gesteppte Werke und darunter eine hohe Anzahl von Bettdecken hergestellt wurden. Hingegen stammen gerade die luxuriösen Stücke höchstwahrscheinlich von woanders. Ein auf Sizilien aufgezeichnetes Dokument aus dem Jahr 1392 weist dagegen für die Guicciardini-Decken auf eine ausländische Quelle hin. Je nach Übersetzung und Interpretation weisen drei Theorien auf unterschiedliche Herkunftsorte hin. Es ist in jedem Falle wahrscheinlicher, dass die Arbeiten vom Festland als von der Insel Sizilien kommen.
Die Bargello-Decke wurde 1890 in der Familienvilla der Guicciardinis bei Prato entdeckt. Dort wurde sie bis 1927 in einer Vitrine ausgestellt und dann an das Nationalmuseum del Bargello verkauft. Das Victoria and Albert Museum erstand seinen Quilt 1904 von einer florentinischen Händlerin, die mutmaßlich die Guicciardini-Familie vertrat.

## Datierung
Die Guicciardini-Decken werden auf das Ende des 14. Jahrhunderts datiert. Argumente für diesen Herstellungszeitraum sind zum einen die Kleidung der dargestellten Personen, deren spezifische Merkmale in Gemälden desselben Zeitalters zu finden sind, zum anderen die zahlreichen schriftlichen Hinweise auf weiße, gesteppte „Werke von Neapel“. Hinzu kommen Bezüge zur realen politischen Geschichte der Region jener Zeit (das Ringen um die Herrschaft über das Königreich Neapel).

## Anfertigung
Beide Decken sind nahezu rechteckig. Der Bargello-Quilt ist mit 2,38 m Höhe × 2,07 m Breite kleiner als der 3,11 m hohe und 2,70 m breite V&A-Quilt. Trotz des Alters ist der Erhaltungszustand beider Decken sehr gut, wobei der V&A-Quilt in einem schlechteren Zustand ist als sein kleineres Gegenstück.

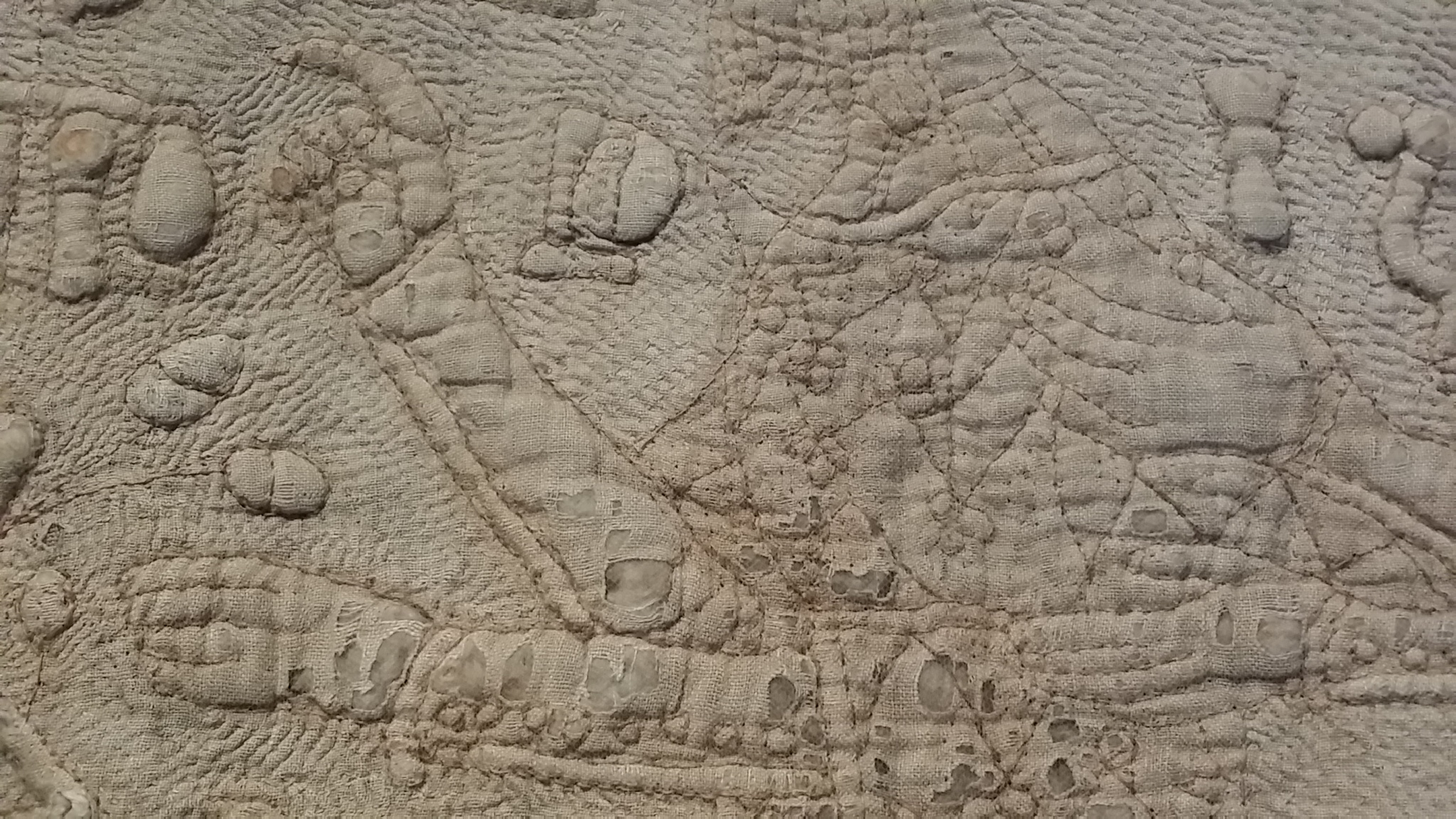
Das strapazierte Textil gibt Blick auf das Füllmaterial frei (V&A-Quilt)

Die Guicciardini-Decken sind vom Material her gleich aufgebaut. Es gibt zwei äußere Lagen ungefärbten Stoffs, wahrscheinlich Leinen, wenngleich das Victoria and Albert Museum die Lagen als Baumwollstoff bezeichnet. Zwischen den äußeren Stofflagen befindet sich eine Füllung, wahrscheinlich aus Baumwolle. Beim Bargello-Quilt wurde das Füllmaterial, welches durch mehrere Löcher an die Oberfläche trat, früh als Baumwolle identifiziert. Die V&A-Quilt-Einlage wurde zunächst als Wolle identifiziert, später als „Watte“. Zusammenfassend kann man sagen, dass die Füllung eher aus unverarbeiteter Baumwolle besteht als aus Wolle. Hierbei ist zu beachten, dass Baumwolle in Europa importiert werden musste und dadurch ungleich teurer war.
Zusammengehalten werden die Lagen durch dekorative Stiche, die alle Ebenen verbinden. Ein bräunlicher Faden wurde im Steppstich für die Konturen der Figuren, Texte, Gebäude und Blumenelemente verwendet. (Die Figuren des V&A-Quilts wurden zu einem Zeitpunkt der Historie neu gestickt. Es ist zu sehen, dass die neueren Einstichlöcher nicht an denselben Stellen liegen wie die ursprünglichen Löcher.) Für Heftstiche und Rückstiche wurde ein weißer Leinenfaden verwendet. Das hier vorliegende Stickdesign wird Broderie de Marseille genannt, auf deutsch Stickerei aus Marseille. Es beschreibt Arbeiten aus weißem Stoff und weißem Faden, wobei durch feine Fadenarbeit eine dreidimensionale Struktur erstellt wird, in der Licht und Schatten stark hervortreten. Tausende kleiner Stiche mit einem weißen Faden füllen in engen Linien die Hintergründe aus. Auch Akzente, die Umrahmung von Wellen, sind in Weiß gearbeitet. Die Hauptelemente des Designs sind erhaben. Entweder sind nur diese Elemente unterfüttert oder die kleinen Hintergrundstiche haben eine allgemein bestehende Unterfütterung abgeflacht. Anzeichen sprechen dafür, dass die Füllung zwischen die Stoffbahnen eingelegt wurde, bevor sie bestickt wurden. Die Unterfütterung der Motive gewährleistet die Erkennbarkeit.

„Besonders beeindruckend muss die Decke bei Kerzenlicht ausgesehen haben, mit lebendigen Szenen von Schlachten, Schiffen und Burgen.“

Weder die obere noch die untere Stoffbahn bestehen aus einem Stück Stoff, sondern wurden aus mehreren Teilen zusammengenäht. Die meisten Stoffstücke, so auch jenes im Zentrum, haben die Breite einer Webstuhlbahn. Entlang der Ecken sind schmalere Streifen zu erkennen. Sie wurden der Gesamtanmutung symmetrisch angepasst. Bei Teilen der Decken wirken die Stoffstücke vorher sorgfältig für die Szenen ausgewählt. Anderenorts durchlaufen die Nähte verschiedener Stoffbahnen Bildszenen. Der linke Rahmen des V&A-Quilts besteht aus zwei Stoffstücken, die durch eine horizontale Naht verbunden sind. Die Naht wirkt ungleichmäßig und durchschneidet eine Bildszene, woraus geschlossen wird, dass sie nicht Teil des ursprünglichen Designs war. Es hat den Anschein, dass die Abbildung eines Trompeters an einer Stelle der Decke heraus- und an anderer Stelle hineingesetzt wurde. Womöglich wollte man dadurch ähnliche Szenen nebeneinander vermeiden. Das würde bedeuten, dass die herstellenden Handwerker sich ungenügend abgesprochen hätten oder dass die Verteilung der Bilder im Vorhinein nicht festgelegt war. Eventuell wurde der Bargello-Quilt einst verändert, um auf ein kleineres Bett zu passen als jenes, für das er ursprünglich angefertigt wurde.

## Eine oder zwei Decken?
Anscheinend war es üblich, für ein Paar oder für Kinder zwei Betten im Schlafzimmer stehen zu haben. Schon Rajna argumentierte, dass beide Steppdecken in einem Raum ausgelegt gewesen sein mussten, weil die Geschichten beider Decken sich ergänzen. Das Victoria and Albert Museum veröffentlichte 1932, dass beide Decken Teil eines größeren Stücks seien. Die Textil-Historikerin Sarah Randles bringt starke Argumente vor, dass beide Decken früher zu einem Stück gehörten. Die Wissenschaftlerin Pamela Clabburn brachte 1981 ins Gespräch, dass ein dritter Teil fehlen könnte. Sollte es sich tatsächlich ursprünglich um eine einzige sehr große Bettdecke gehandelt haben, so ist davon auszugehen, dass der Großteil davon heute fehlt. Wegen der eventuell fehlenden Teile kann nicht abschließend bestätigt werden, dass es sich bei den zwei Teilen um eine große Decke gehandelt hat. Es ist nicht auszuschließen, dass ein großes Werk im Laufe der Geschichte in zwei kleinere umgearbeitet wurde, unabhängig von der Geschichte, die davon erzählt wird.
Ein Argument, das für eine Decke spricht, ist, dass am unteren Rand Nähte verschiedener Stoffbahnen zwar durch Szenen laufen, doch nicht durch gestickte Elemente. Aufgrund der Nahtverläufe scheint es klar zu sein, dass der linke Rand des V&A-Quilts erst bei späteren Änderungen hinzugefügt wurde. Würde man diesen linken Rand beim V&A-Quilt (wieder) entfernen, ließen sich die Guicciardini-Decken problemlos zusammenfügen. Fügte man beide Decken zu einer zusammen, wäre die Reihenfolge der Bildergeschichte rekonstruierbar.
Ein Argument, das dagegenspricht, dass es sich beim Bargello-Quilt und beim V&A-Quilt um eine einzige große Decke handelt, ist, dass in der frühen Renaissance die Bettgröße, auf der die Schmuckdecke zu liegen kam, gar nicht so groß war wie die zusammengefügte Decke. Die Breite der zusammengefügten Decke wäre ungefähr 4 m in der Breite und beinahe 5 bis über 6 m in der Länge, je nachdem, wie die fehlenden Fragmente ausgesehen hatten. Allerdings dienten gesteppte Behänge der Elite vor allem als Repräsentationsgegenstände. Sie zeigten den Stand und oft ihre Allianzen gegenüber Gott oder gegenüber Mitbürgern. Die Guicciardini-Familie, für die die Decke angefertigt worden war, war reich. Status wurde in Haus, Möbeln und Weiträumigkeit demonstriert. Die Schlafräume waren ein halböffentlicher Raum, in dem auch Besucher empfangen wurden. Betten dominierten den Raum, in dem sie standen, und wurden als Statussymbol teilweise gar nicht zum Schlafen verwendet.
Die Betten hatten ein Kopfbrett, aber keines an den Füßen. Das spräche für eine Decke, deren Randszenen von der Liegefläche überhängen. Selbst wenn damalige Betten eine Größe von ungefähr 3,50 m × 4,60 m haben konnten, wäre die Decke wesentlich größer. Doch Gemälde aus jener Zeit zeigen Betten, von denen große Überwürfe weit herunterhingen. Wenn man annimmt, dass die Bilder auf der Decke im Zentrum auf der Liegefläche auslagen und der bebilderte Rahmen seitlich vom Bett überhing, bräuchte man zwar ein großes Bett, aber die Dimensionen sind nicht unrealistisch. Es wurde sogar von noch größeren Bettbedeckungen aus der damaligen Zeit berichtet.
Schmuckdecken dienten aber nicht nur als Bettbeläge, sondern auch als Wandbehänge, die oft großen Ausmaßes waren. Einige Spezialisten nehmen daher an, dass die Guicciardini-Decken Wandbehänge waren. Dafür spricht einerseits ihre Form, andererseits Laboranalysen des Bargello-Quilts. Das Victoria and Albert Museum betitelt ihren Tristan-Quilt als Bettdecke, erkennen jedoch an, dass es sich möglicherweise um einen Wandbehang gehandelt hat.

## Aufteilung
Insgesamt sind auf den Zierdecken 22 Szenen abgebildet. Die Verteilung der Bilder ist auf beiden Stücken derart, dass an zwei Kanten ein breiter, bebilderter Rand entlangläuft. Im Zentrum sind mehrere rechteckige Felder, die ebenfalls gestickte Illustrationen enthalten; auf dem Bargello-Quilt sind es vier, auf dem V&A-Quilt sechs Felder. Das Zentrum selbst und die dortigen Szenen sind durch ein 10 cm breites, gesticktes Dekorband deutlich abgesetzt. Im Randbereich sind die Szenen hingegen getrennt durch Weintrauben und -ranken sowie Eichenblätter. Viele Szenen werden von Text begleitet. Die abgebildeten Menschen weisen Gesichtsausdrücke und deutliche Handgesten auf. Das Wiedererkennen einzelner Personen über verschiedene Szenen hinweg ist eindeutig.

## Reihenfolge
Die frühen Forscher Rajna und Loomis haben eine Reihenfolge der Bilder festgelegt, die die nachfolgenden Wissenschaftler übernommen haben. Sowohl Rajna als auch Loomis haben festgestellt, dass der Betrachter erst die Szenen am Rand, dann jene im Zentrum „lesen“ sollte. Aus den Rahmenbildern erfährt man, wie Tristan in einen Kampf geriet, während man auf den Bildern im Zentrum die Details des Kampfes sieht.
Die Szenen im Zentrum ordneten die zwei frühen Wissenschaftler in unterschiedlicher Reihung an. (Die primären Unterschiede beider Versionen sind die Reihenfolge, in der die Ritter auf die Insel fahren und ob Tristan das Boot vor oder nach seines Gegners Ankunft abgestoßen hat.) In den Abfolgen beider Wissenschaftler springen die Szenen wiederholt von einer Decke zur anderen und folgen keinem logischen Ablauf. Es ist unwahrscheinlich, dass ein Betrachter diese Aufeinanderfolge verstanden hätte.
Eine neuere Lesart der Abbildungen folgt einer linearen Reihenfolge: Wenn man beide Decken nebeneinanderlegt und getrennte Bilder als zusammengehörige Szenen sieht, ergibt sich eine logische Erzählung.
Die Szenen auf dem Rand können (nahezu) gegen den Uhrzeigersinn gelesen werden, die Bilder im Zentrum Reihe für Reihe, von unten nach oben. Durch diese Lesart entsteht eine linear verständliche Geschichte.
Die Bilder im Zentrum der Steppdecken sind durch floral verzierte Rahmen voneinander getrennt. Diese wirken massiver als die Trennungen im Außenrahmen. Trotz allem sind diese Bänder szenisch, räumlich und zeitlich durchlässiger, als sie den Anschein haben, d. h., Trennungen stehen nicht immer für eine zeitliche oder räumliche Trennung in der Erzählung. Ein Beispiel dafür ist in der ersten Szene zu finden, dem ersten Bild am linken Rand des Bargello-Quilts. Dort bezieht der Knappe von Tristan durch einen Fingerzeig nach hinten den Boten hinter der (bildertrennenden) Weinranke mit ein. Die Körpersprache der drei Figuren spricht dafür, dass es trotz der das Bild durchtrennenden Weinranke eine gemeinsame Szene ist. Ein weiteres, geradezu modern anmutendes Beispiel für die durchlässigen Dekorbänder im Zentrum ist eine Szene auf dem V&A-Quilt in der untersten Reihe des Zentrums. Dort stößt Tristan mit seinem Fuß ein Boot ab, wobei das Boot auf dem linken, Tristan auf dem rechten Bild steht. Der Fuß Tristans tritt hinter der trennenden Bordüre hinweg von einem Bild ins andere hinein.

## Tristan, Liebling der Italiener
Tristan war ein Ritter der Tafelrunde in der Legende um König Artus. Die Legende von Tristan war im mittelalterlichen Europa sehr populär. Verschiedene Versionen der Sage haben überlebt. In Italien war die Legende von Tristan unter den Artussagen am beliebtesten. Allein über fünfzig italienische Textwerke zum Tristan-Zyklus sind aus dem 13. und 14. Jahrhundert erhalten. Tristan war ein Held der damaligen Zeit. Vom Waisen entwickelte er sich zum begabten Krieger, diente gottesfürchtig und treu seinem König und war nicht zuletzt ein leidenschaftlicher Liebhaber, „dominiert von edler Großzügigkeit und Höflichkeit.“ (Daniela Delcorno Branca: Tristano e Lancillotto in Italia) Tristan verkörpert einen Helden, der die Gemeinschaft beschützte und dadurch Stabilität in eine angespannte Welt brachte. Das gefiel den Mächtigen, deren Interesse darin bestand, die soziale Ordnung aufrechtzuerhalten. Durch die Kennzeichnung Tristans mit den Familien-Insignien der Guicciardini reflektieren seine guten Eigenschaften auf ihr Geschlecht.

## Abgebildete Geschichte
Die Szenen auf den Guicciardini-Decken zeigen nicht die bekannte Liebesgeschichte zwischen Tristan und Isolde. Die abgebildete Geschichte zeigt Tristans Entwicklung vom unerprobten Jugendlichen zum würdigen Ritter, der einen Konflikt zwischen seinem Onkel, dem König von Cornwall, und dem König von Irland löst.
Die Bildergeschichte auf den erhaltenen Zierdecken beginnt mit einer Szene, in der Tristan mit seinem Knappen Kurvenal zum Hofe seines Onkels Marke von Cornwall reist. Dort erfährt er, dass Languis, der König von Irland, befiehlt, den jährlichen Tribut von Cornwall einzuziehen. Morold, Sohn des Königs und heldenhafter Kämpfer Irlands, droht, Cornwall zu überfallen, wenn die Zahlung nicht erfolgt. König Marke plant zu zahlen. Tristan, erst fünfzehn Jahre alt, bittet Marke, ihn zum Ritter zu schlagen, damit er gegen Morold antreten kann. Der König kommt der Bitte nach und schlägt Tristan zum Ritter. Tristan und Morold vereinbaren, für ihr Duell jeweils unbegleitet auf eine Insel zu segeln. In dem Kampf versetzt Tristan seinem Gegner einen starken Schlag auf den Kopf, wodurch er ihn tödlich verwundet. Durch eine List gelingt es Morold vor seinem Dahinscheiden noch, Tristans Gutmütigkeit auszunutzen. Er schießt einen vergifteten Pfeil in Tristans Oberschenkel. In der letzten Szene warten die Iren auf Morolds Rückkehr.
Ein großer Teil der Tristan-Geschichte fehlt, weil die Decken unvollständig sind. Über den Fortlauf der Geschichte kann nur spekuliert werden. Es ist anzunehmen, dass Tristan auf den fehlenden Bildern Isolde getroffen hat. Doch deren gesamte Geschichte fände auch auf den fehlenden Bildern keinen Platz. Daher könnte vermutet werden, dass die Geschichte Tristans Kämpfe abbildet und die neue Liebe zu Isolde als Endpunkt der Geschichte stünde.

## Texte
Die Bilder tragen den Großteil der Erzählung. Die beistehenden Texte haben verschiedentlich keinen direkten Bezug zu den Bildern. Die Texte können als zusätzliche Information verstanden werden, nicht als Beschreibung der Abbildungen. Bis auf einen Text beginnen alle Sätze mit dem Wort Comu, zu Deutsch Wie. Sie lauten beispielsweise „Wie Tristan und Kurvenal zu König Marke gekommen sind“, „Wie König Marke Tristan zum Ritter macht“, „Wie Tristan zur Insel fährt, um dort zu kämpfen“.
Rajna und Loomis sind als Literaten davon ausgegangen, dass die Künstler der Decken sich nach der Literaturfassung der Tristan-Legende gerichtet haben. Sie ebenfalls haben sich bei ihrer Interpretation vor allem an den gestickten Texten orientiert statt an den Bildern. Beide haben die aufgestickten Texte mit den Überlieferungen der Tristan-Legende verglichen. Am meisten ähnelt die Geschichte auf den Steppdecken einer Überlieferung aus dem 14. Jh. mit dem Namen La Tavola Ritonda.

## Abweichungen als Bezug zur politischen Lage

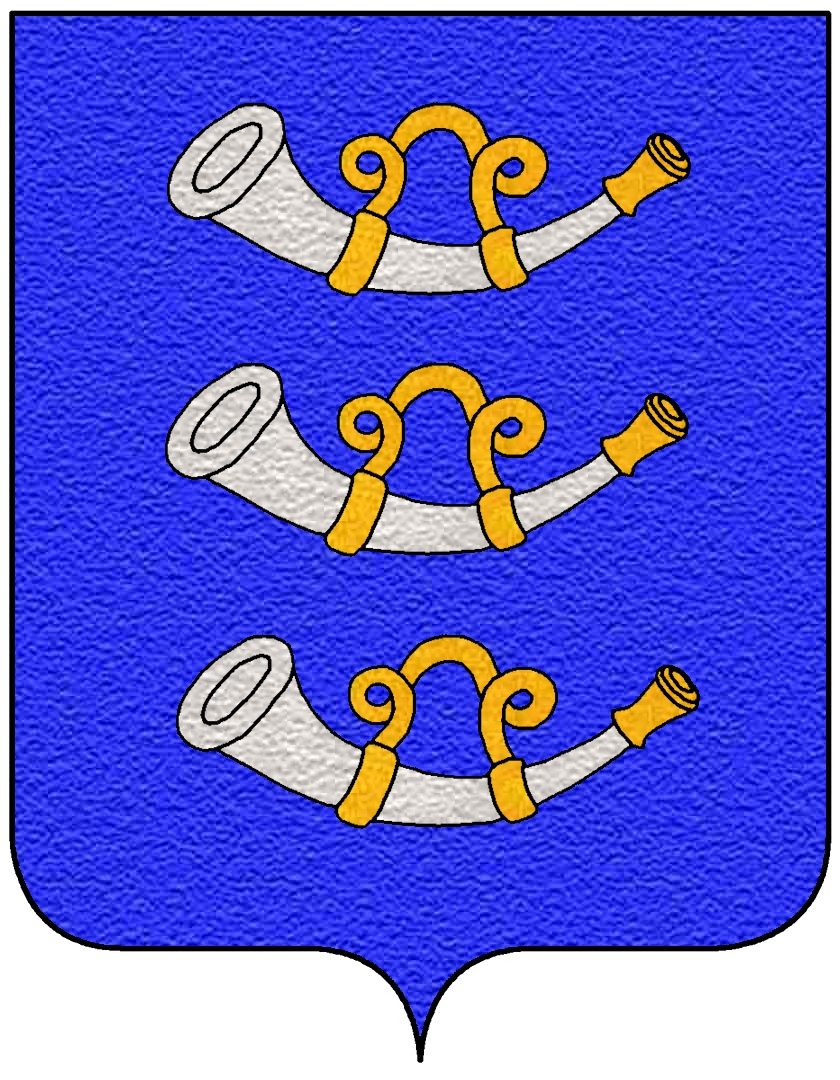
Wappen der Familie Guicciardini

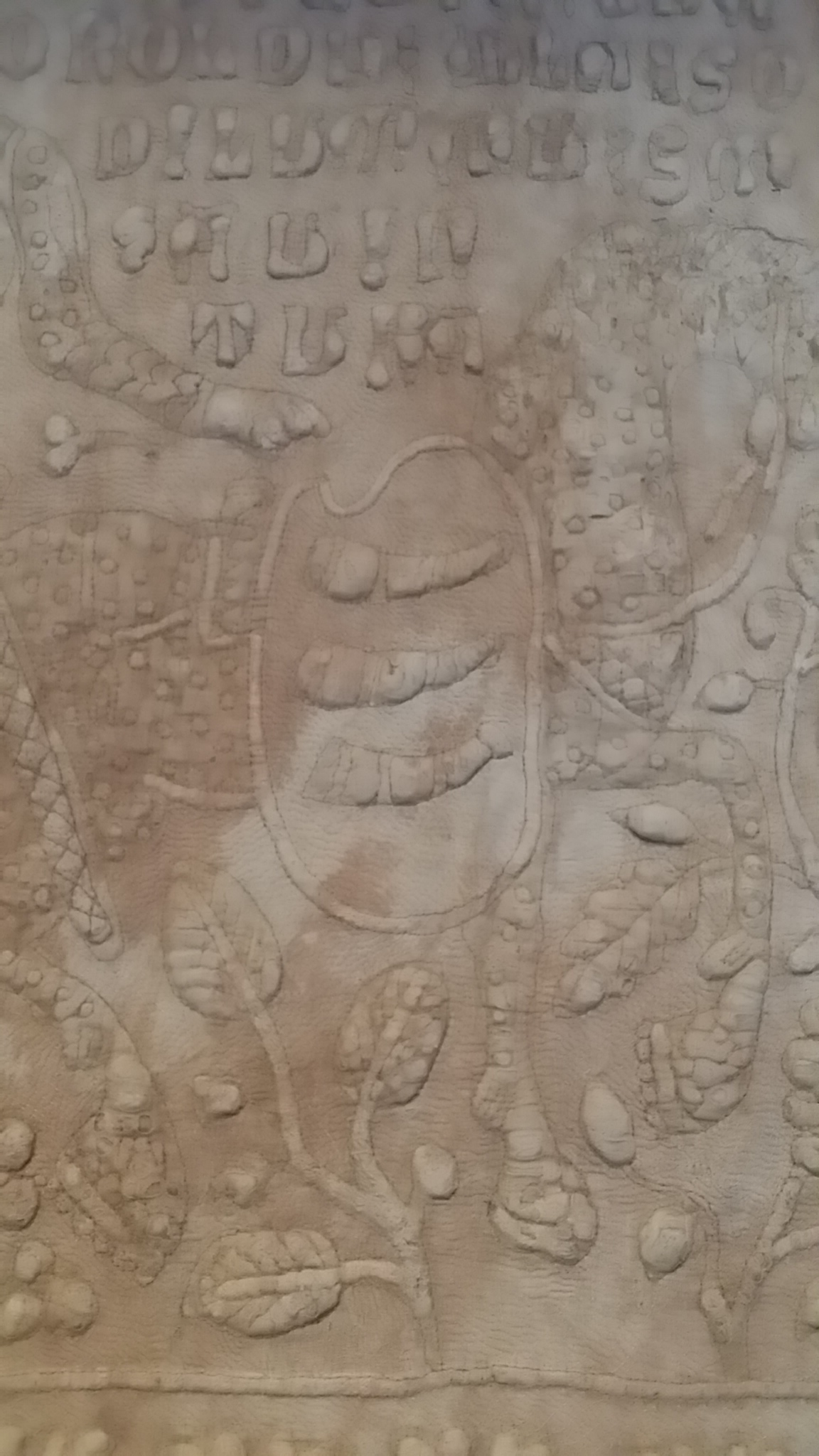
Umsetzung des Wappens auf der Decke (V&A-Quilt)

Die Bildergeschichte zeigt mehrere Szenen und Details, die sich in literarischen Vorlagen nicht wiederfinden. So könnte man zum Beispiel die Reihenfolge auf der Decke so verstehen, dass Tristan zum Ritter geschlagen wurde, als er in Cornwall ankam (Abb. auf dem Rahmen unten links) und nicht, wie es geschrieben steht, zu einem späteren Zeitpunkt.
Die erfundenen Szenen verbinden die Geschichte Tristans mit realen Konflikten in Italien am Ende des 14. Jahrhunderts. Die zusätzlichen Details geben Hinweise auf reale Handlungen von Einzelpersonen und Staaten, die Interesse am Ausgang des neapolitanischen Kampfes hatten. 1378 wählten italienische Kardinäle einen Italiener aus Neapel, Urban VI., um die römisch-katholische Kirche in Rom anzuführen. Die herrschende Florentiner Klasse wünschte sich politische Stabilität und einen Papst in Rom. Die meisten italienischen Stadtstaaten unterstützten diese Wahl. Französische Kardinäle hingegen stellten einen Gegenpapst, Clemens VII., mit Sitz in Avignon auf. Alle Beteiligten strebten nach der Kontrolle über das Königreich Neapel. Tristans Geschichte wurde modifiziert, um eine parteiische Position auf territoriale Ansprüche innerhalb Italiens zu begünstigen. Die Abweichungen könnten dazu gedacht gewesen sein, einen Anwärter auf den Thron des Königreichs Neapel zu stärken.
Drei Anspielungen auf die realen Ereignisse der 1390er Jahre sind nicht in den Volkstexten zu finden. Zunächst die Wappen der Heere: In anderen italienischen Verbildlichungen der Tristan-Legende werden die Ritter selten mit Wappen dargestellt. Auf den Decken ist Tristan dagegen daran zu erkennen, dass er die Abbildung dreier Jagdhörner auf der Rüstung trägt, die dem Familienwappen der Guicciardini entsprechen. Durch das Tragen der Wappen wird dabei nicht impliziert, dass Tristan ein Familienmitglied war, doch solidarisch mit der Sippe. Die Guicciardini-Decken sind die einzigen Tristan-Textilien jener Epoche, in der Tristan das Wappen einer lebenden Familie trägt. Morold, Tristans Gegner, trägt als Wappen drei Lilien, in derselben Anordnung wie das damalige Wappen Frankreichs. Indem Morold gegen den ritterlichen Kodex verstößt, weil er nicht alleine zur Insel kommt und Tristan hinterlistig verletzt, wird impliziert, dass die Franzosen in der Realität ebenso hinterhältig sind.
Die zweite Anspielung betrifft das Kaufen von Söldnern. Morold zeigt seine Gewaltbereitschaft dadurch, dass er Söldner anheuert. In keinem erhaltenen Text der Legende existiert ein Teil, der den Text oder die Darstellung dieser Szene repräsentiert.
Als dritte Anspielung dient die Größe der gegnerischen Flotte. Allein drei separate Szenen zeigen die Kraft des Vormarsches der irischen Armee. Die Inschrift von vierzig Schiffen repräsentiert die Größe der französischen Armada, die 1390 nach Neapel geschickt wurde. Die auf den Decken abgebildete Lage wird als ebenso bedrohlich dargestellt, wie es die Florentiner angesichts der französischen Belagerer empfunden haben müssen.
Besucher der Guicciardini hätten die politischen Implikationen der Bilder verstanden.

## Auftraggeber
Es ist nicht belegt, wer den Tristan-Quilt in Auftrag gegeben hat. Es wäre naheliegend, wenn der Auftraggeber der Schmuckdecke eine Person gewesen wäre, deren Interesse durch die Geschichte am meisten gefördert würde. Eventuell hat eine Einzelperson das Werk in Auftrag gegeben, um persönliche Belange voranzutreiben. Die politische Aussage der Bildergeschichte legt nahe, dass es jemand war, der wünschte, dass nicht der französische König Ludwig II., sondern Ladislaus den Thron des Königreichs Neapel innehält. Die Florentiner Sippen Guicciardini und Acciaiuoli sympathisierten mit den Herrschern von Neapel, die von den Franzosen bedroht wurden.
Möglicherweise hat die Familie Guicciardini oder die Familie Acciaiouli das Stickwerk in Auftrag gegeben. Zwischen 1375 und 1400 genossen sie Reichtum und Einfluss. Die beiden Familien standen in persönlicher und politischer Verbindung zueinander. Im Jahr 1395 fand eine Hochzeit zwischen den Familien statt. Das wäre ein plausibler Grund, ein derart luxuriöses Werk anfertigen zu lassen. Viele Historiker vertreten die Ansicht, dass ein Mitglied der Familie Guicciardini der Auftraggeber war, weil Tristan deren Familienwappen trägt. Allerdings würden die Guicciardinis kaum ihr Bank- und Handelsgeschäft mit Frankreich gefährdet haben. Möglich wäre auch ein Auftraggeber aus der Familie Durazzo, beispielsweise Kardinal Angelo Acciaiouli oder Margherita von Durazzo. Die großformatige Zierdecke könnte ein für die Region typisches Geschenk an die wohlhabenden Guicciardinis gewesen sein, um sich deren Gunst und finanzielle Unterstützung zu bewahren. Als Margherita von Durazzo finanzielle und politische Unterstützung suchte, um die Franzosen aus Neapel zu vertreiben, könnte sie die antifranzösischen Behänge der Familie Guicciardini als Geschenk gemacht haben.

## Galerie

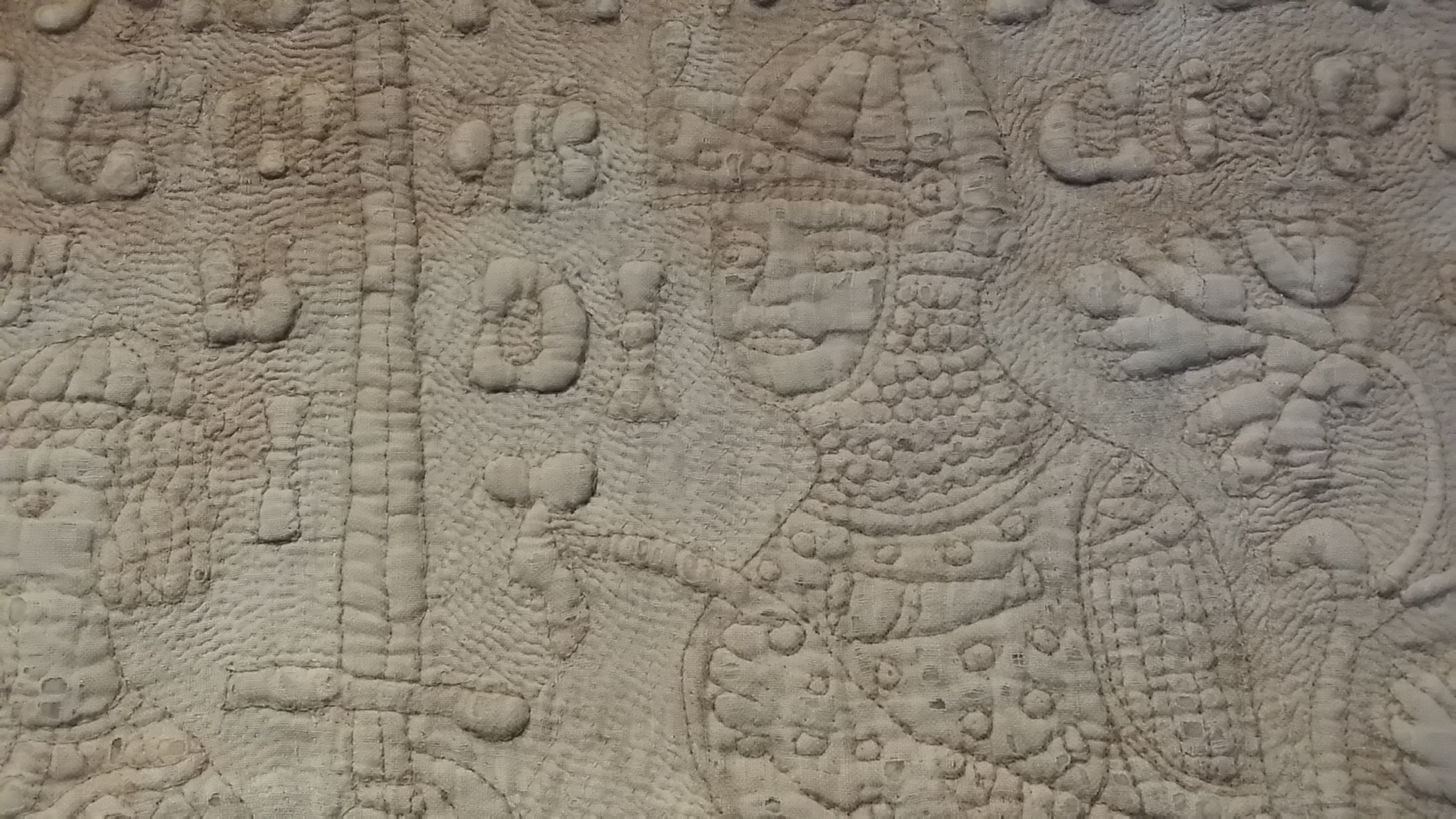
Detailansicht des Tristan (V&A-Quilt)
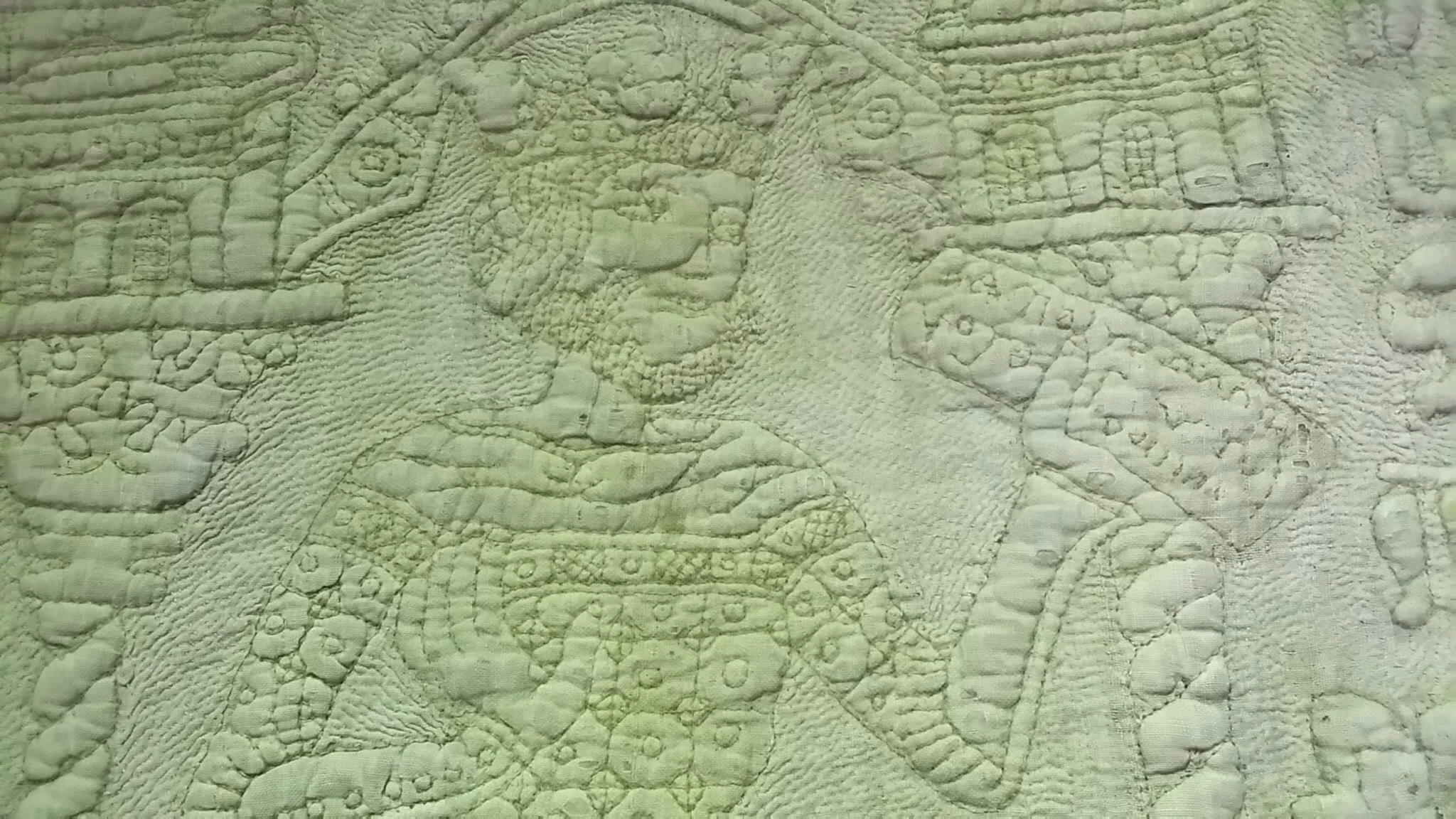
Detailansicht des König Marke (V&A-Quilt)
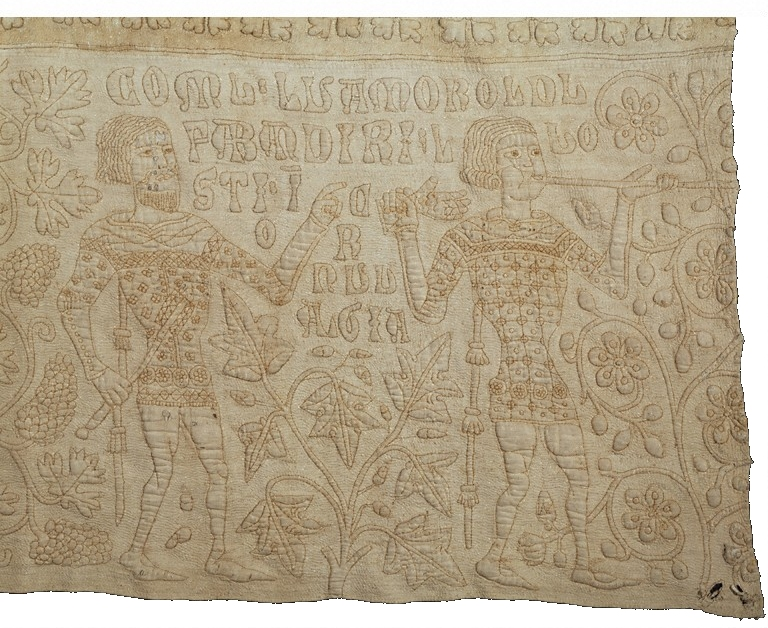
Abbildung zweier Trompeter mit deutlich sichtbarem Text (V&A-Quilt)
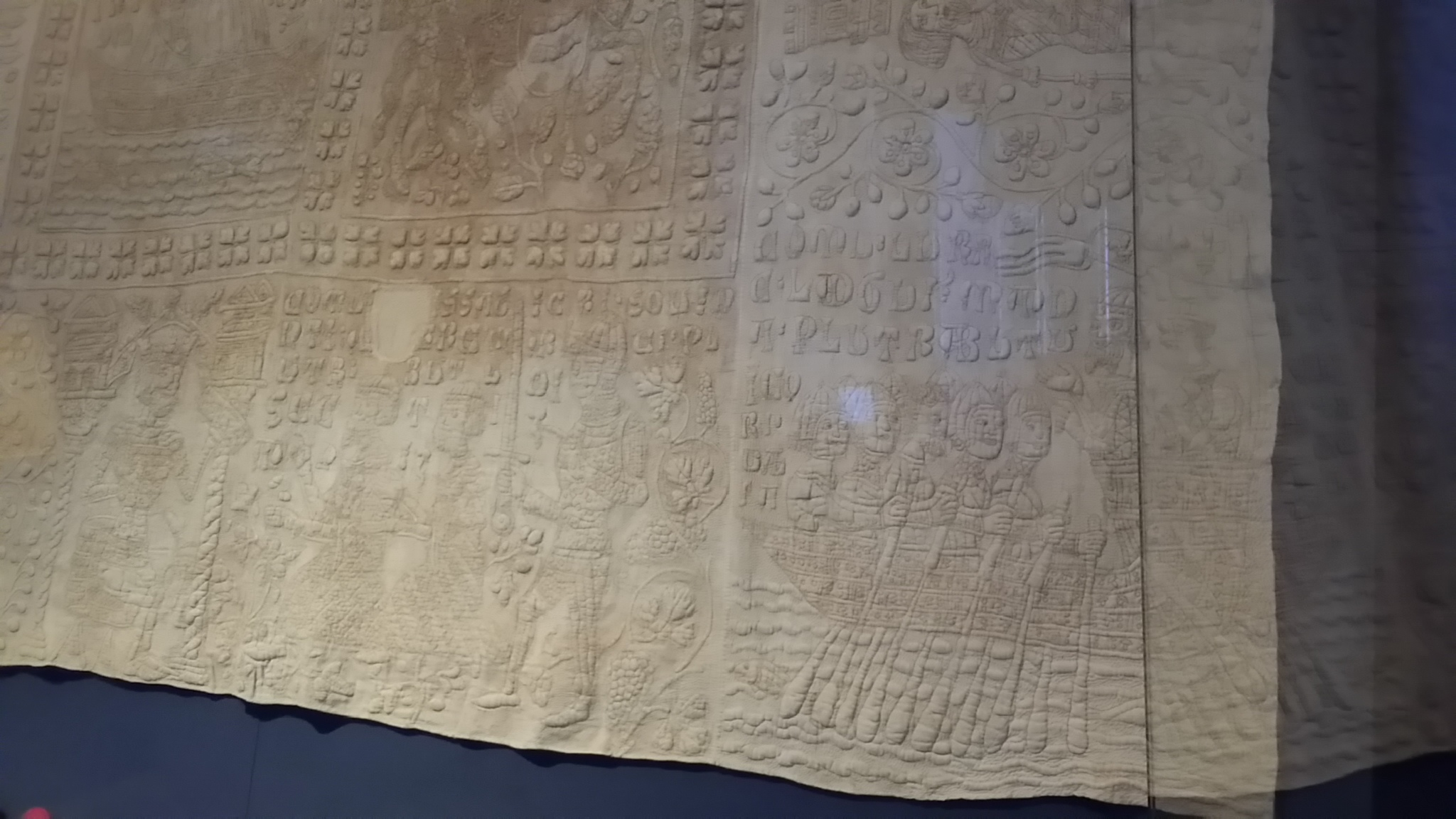
Rechte untere Ecke (V&A-Quilt)